# Elastosi actínica
L'elastosi actínica o elastosi solar (també coneguda com a elastosi senil i, rarament, com a degeneració basòfila del teixit connectiu), és una acumulació d'elastina anormal (teixit elàstic) a la dermis de la pell, o a la conjuntiva de l'ull, que es produeix com a resultat dels efectes acumulatius d'exposició prolongada i excessiva al sol, un procés conegut com a fotoenvelliment.
L'elastosi actínica sol aparèixer com una pell engruixida, seca i arrugada.